# Schloss Schönstein

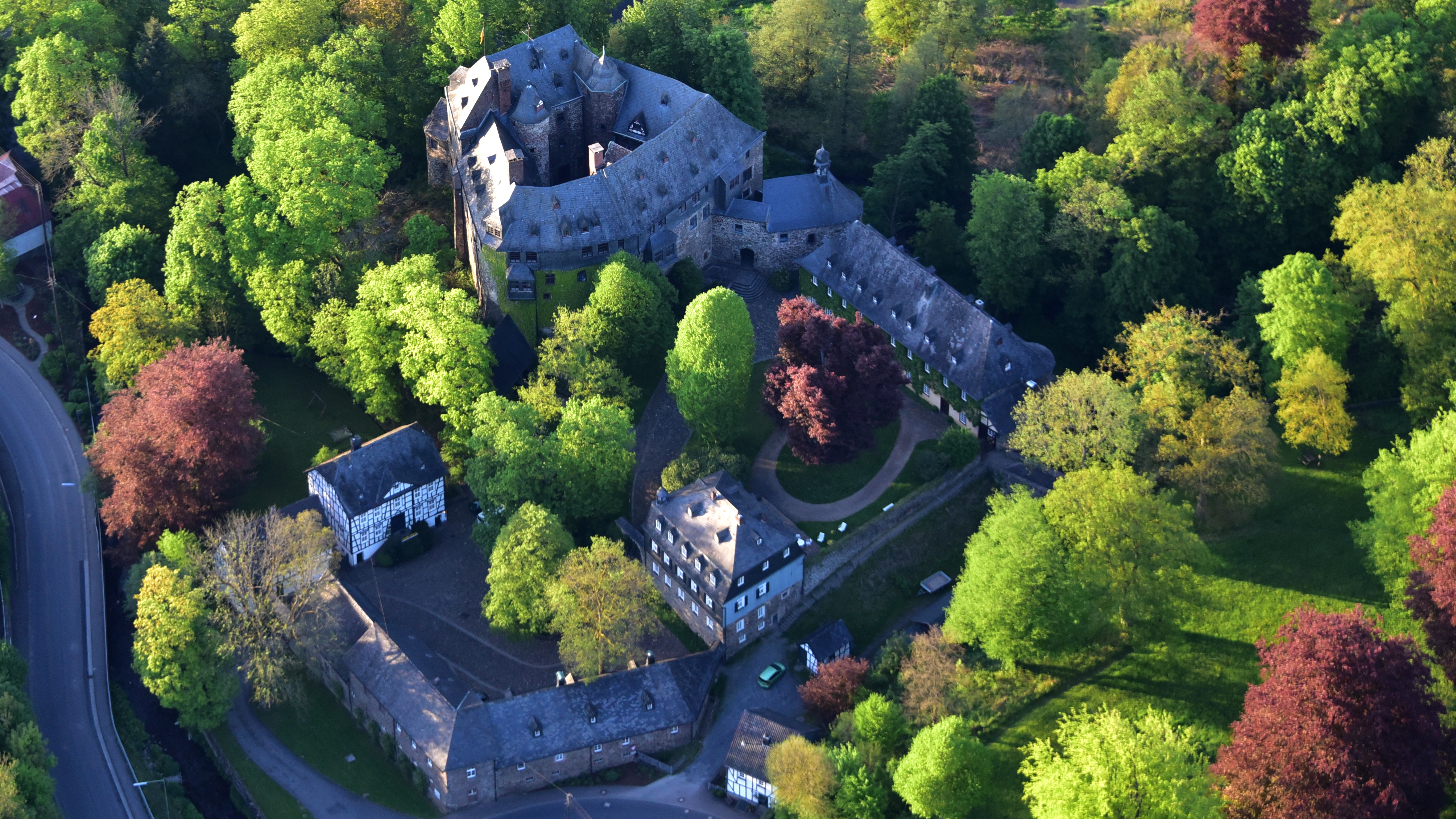
Schloss Schönstein, Luftaufnahme (2017)

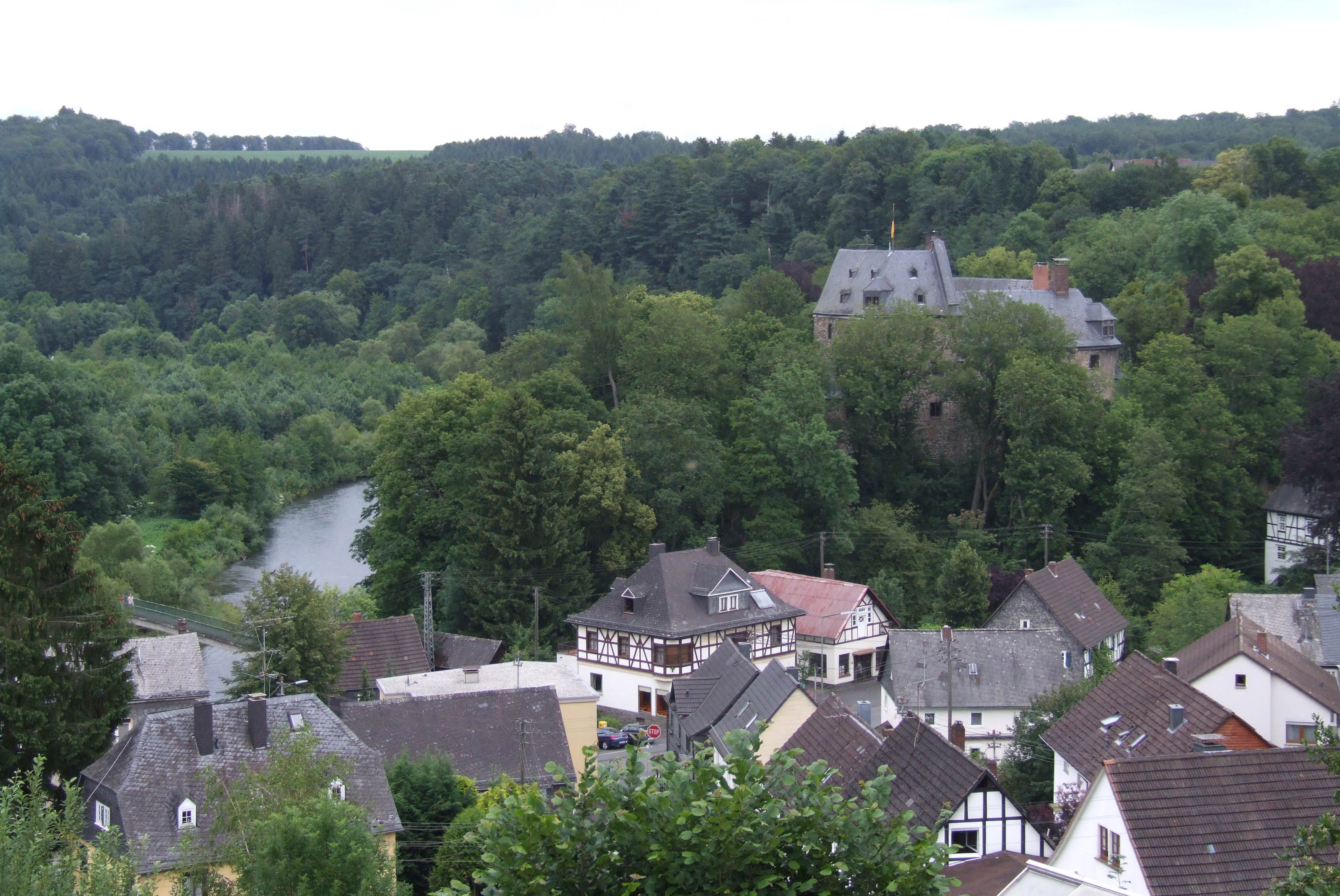
Stadtteil Schönstein mit Schloss und Sieg

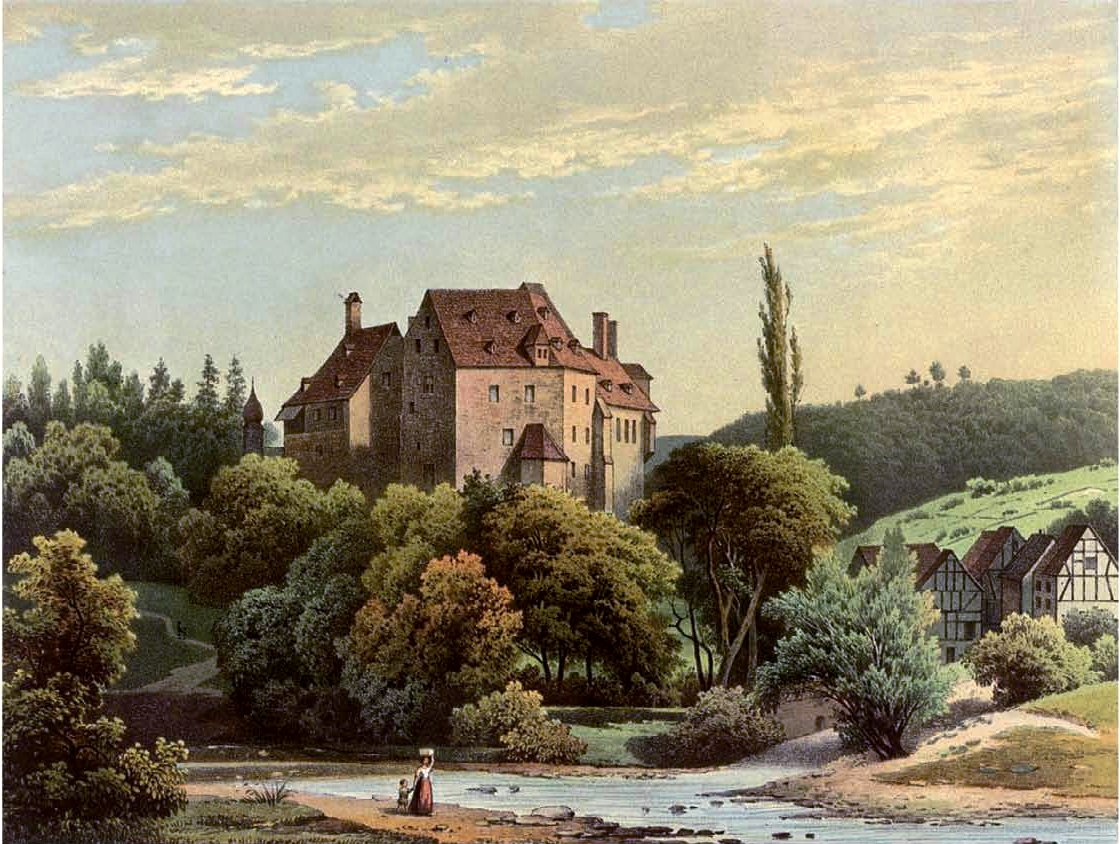
Schloss Schönstein um 1860, Sammlung Alexander Duncker

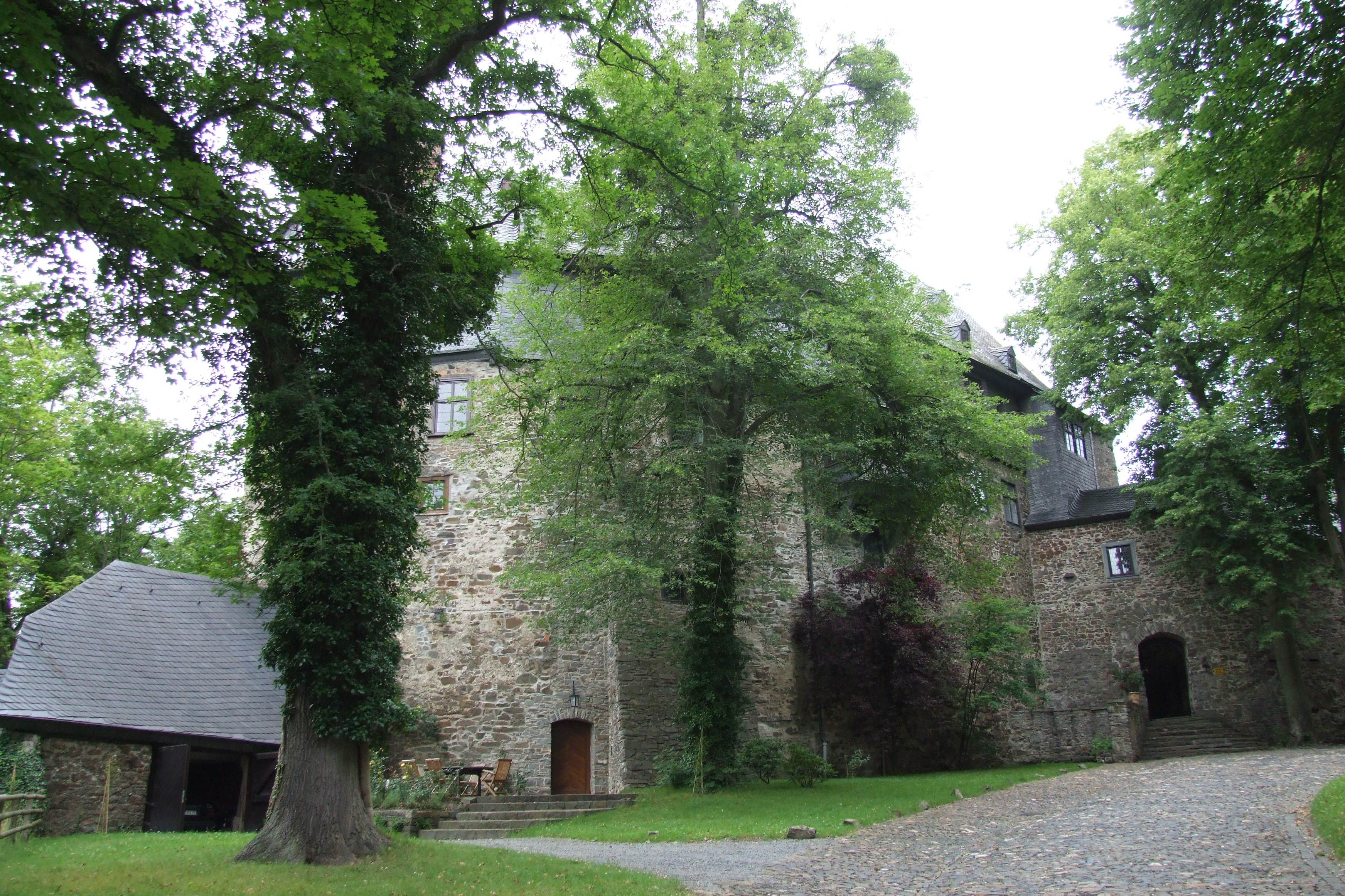
Schloss Schönstein

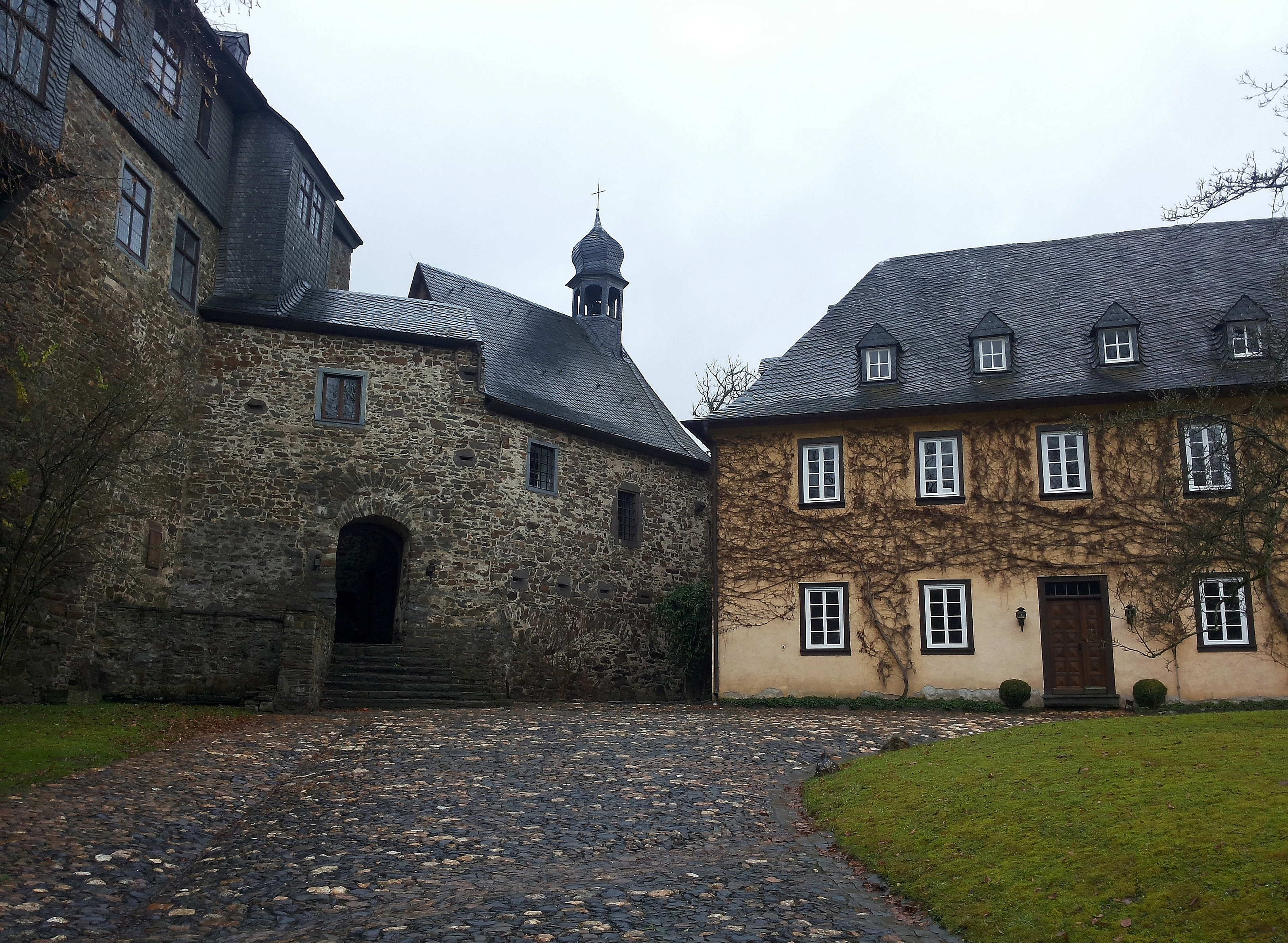
Schlosskapelle

Schloss Schönstein liegt im Stadtteil Schönstein von Wissen (Landkreis Altenkirchen, Rheinland-Pfalz) und wurde 1255 erstmals urkundlich erwähnt. Es befindet sich im Privatbesitz des Hauses Hatzfeldt-Dönhoff.

## Geschichte
Die Grundherrschaften Kirburg und Wissen gehörten ursprünglich den Edelherren von Freusburg, die vermutlich auch die Burg Schönstein errichteten. Durch die Heirat ihrer Erbin Aleidis von Molsberg mit Eberhard von Arenberg gelangten die Besitzungen 1176 an die Herren von Arenberg, Burggrafen von Kurköln. Eberhards und Aleidis’ Söhne teilten den Besitz an der Sieg. Heinrich erhielt den Besitz südlich des Flusses, samt Schönstein, und nannte sich weiter „von Arenberg“, Gerhard erhielt die Besitzungen nördlich und nannte sich „von Wildenburg“. Nach dem Aussterben der Arenberger im Mannesstamme 1280 zog das Erzstift Köln das Kirchspiel Wissen links der Sieg als erledigtes Lehen ein. Ab 1281 diente die Burg Sconensteyne dem Erzstift Köln als Pfandobjekt. Das Wildenburger Land mit der Wildenburg fiel über die Erbtochter Jutta von Wildenburg an deren Ehemann Johann von Hatzfeldt († nach 1407).
1589 erhielt Hermann von Hatzfeld-Werther das Schloss Schönstein als Würdigung seiner Verdienste von Kurköln. Inzwischen hatte das Schloss stark gelitten, 1594 bezifferte Hermann von Hatzfeldt-Werther die Instandhaltungskosten auf 16.000 Gulden. Im Dreißigjährigen Krieg wurde das Schloss von schwedischen Truppen besetzt, geplündert und in Brand gesteckt, auf Veranlassung von Wilhelm von Hatzfeld aber wieder aufgebaut. Seit 1912 ist Schloss Schönstein Verwaltungssitz der Hatzfeldt-Wildenburgschen Kammer.
Heute ist es auch Wohnsitz der Familie Graf von Dönhoff.

## Architektur
Der im Grundriss annähernd dreieckige Hauptbau ist eine typische Randhausburg, bei der sich die Gebäude um einen Binnenhof gruppieren. Vom Mittelalter bis in unsere Zeit ist daran gebaut oder restauriert worden, sodass die Baugeschichte recht verwickelt ist. Vom älteren Nordflügel aus Bruchsteinmauerwerk heben sich die Ende des 16. Jahrhunderts entstandenen Backsteinfassaden deutlich ab. Das barocke Treppenhaus im Südflügel wurde in der ersten Hälfte des 18. Jahrhunderts errichtet. Interessant ist die zweigeschossige Holzgalerie am Ostflügel. Die erste Etage wurde 1598, die zweite Etage 1623 gebaut.